# Convento de la Madre de Dios (Toledo)
El convento de la Madre de Dios es un edificio de la ciudad española de Toledo, fundado a finales del siglo XV como beaterio por Leonor y María de Silva, hijas del conde de Cifuentes. El convento, de la orden dominica, crece desde finales del XV hasta mediados del XVII, dando como resultado el típico complejo conventual articulado alrededor de patios.

## Historia y descripción
Su primera priora fue María de Silva. A partir de finales del siglo XVII, comienza a producirse un importante deterioro del espacio conventual, que continuará durante los siglos XViII y especialmente XIX, cuando se producen varias exclaustraciones de las religiosas que viven allí. Todos estos cambios van afectando a la estructura de los edificios que lo componen, perdiéndose algunas zonas del convento.
Tras varias restauraciones parciales durante el siglo XX, la definitiva rehabilitación del convento se produce tras su adquisición, por parte de la Universidad de Castilla-La Mancha, para complemento del centro universitario de San Pedro Mártir.
Durante las obras de rehabilitación del conjunto conventual, se llevaron a cabo diversas actuaciones arqueológicas, especialmente en la zona ocupada con anterioridad por el huerto de las monjas, donde se hallaron restos arqueológicos de distintas épocas (romana, medieval, moderna). Es en esta fase de la intervención cuando se produce el importante descubrimiento de una portada mudéjar del siglo XIV, orientada a la plaza del Padre Juan de Mariana, que debió de formar parte de un edificio civil, y desarrollada en tres cuerpos: el inferior, formado por la puerta adintelada, sobre la que se encuentra un dovelaje en el que alternan hiladas de ladrillos con tiras de azulejos blancos, verdes y negros, todo ello enmarcado en una cenefa, también en azulejería, en la que aparecen diversos escudos nobiliarios; el cuerpo intermedio, compuesto por una serie de arquillos ciegos polilobulados, que se entrecruzan; y el cuerpo superior, en el que se encuentra un ventanal compuesto por tres arcos, también polilobulados, sostenidos por columnas de mármol.
En el interior del convento, en la zona ocupada por el huerto de las monjas aparecen en la actualidad un patio y una nueva construcción para la ampliación de la biblioteca de San Pedro Mártir y sus espacios administrativos.
El claustro, convertido tras varias reformas en trapezoidal, y que era en origen de una sola altura, tiene en la actualidad dos plantas. Destacan la decoración epigráfica que recorre la parte superior del muro del claustro bajo y las vigas de madera sobre ménsulas de rollos. En el claustro alto, al que se abren diversas aulas y despachos, aparecen unos pies derechos de madera en los paños intermedios de cada panda, entre los grandes ventanales acristalados incorporados en la última reforma. Por último hay que destacar la presencia de pilares ochavados en los ángulos de la galería alta del claustro.
En la panda Este del claustro está situada la iglesia, con su coro que van a alterar sus posiciones en el siglo XIX por el deterioro que va a sufrir la iglesia. Las dificultades y el abandono que durante años sufrió el edificio hicieron que se terminase perdiendo la cubierta de la primitiva iglesia, y que pasase el coro a cumplir la función de iglesia. En la actualidad, este espacio ha recibido funciones de aula magna.